# Byrsopolis ferrandi
Byrsopolis ferrandi är en skalbaggsart som beskrevs av Soula 2010. Byrsopolis ferrandi ingår i släktet Byrsopolis och familjen Rutelidae. Inga underarter finns listade.